# Морозовск
Морозовск (на руски: Морозовск) е град в Русия, административен център на Морозовски район, Ростовска област. Населението му към 1 януари 2018 година е 25 198 души.